# غالب موسى عبد الله بدر
غالب موسى عبد الله بدر (و. 1951  م) هو دبلوماسي، وكاهن كاثوليكي أردني، ولد في الأردن.

## مناصب
تولى منصب مطران كاثوليكي ‏ (منذ 17 يوليو 2008)
- أسقف كاثوليكي (منذ 17 يوليو 2008)
- السفير البابوي
- رئيس أساقفة فخري  [لغات أخرى]‏

.

## التعليم
تعلم في جامعة لاتيران البابوية ‏
.